# Marco Amelia
Marco Amelia (* 2. dubna 1982, Frascati, Itálie) je italský fotbalový trenér a bývalý fotbalový brankář.
S Italskou reprezentací získal zlatou medaili na MS 2006 a bronz na OH 2004. Od března 2021 je trenérem klubu AS Livorno Calcio ve třetí lize. Patří mezi málo brankařů co vstřelilo branku v utkání.

## Klubová kariéra

### Rozvoj kariéry
Marco Amelia vyrůstal v mladých let v juniorkách AS Řím. Dokonce s AS Řím dobyl Serii A v roce 2001, i když nenastoupil ani na jeden zápas.
Na debut velkého fotbalu si musel počkat o rok později. Na sezonu 2001/02 si jej na hostování vzal tým 3. ligy AS Livorno. Jenže tam odehrál jen jedno utkání. Ale zaujal trenéra Roberta Donadoniho a koupil jej z AS Řím za 2,8 milionu eur. V sezoně 2002/03 odchytal většinu utkání ve 2. lize.

### Debut v Serii A
V sezoně 2003/04 si jej na hostování s následnou opci koupil prvoligový celek US Lecce. Debut si připsal 31.8. 2003 proti Lazio Řím. V zimním přestupním termínu si jej na hostování vybral tým FC Parma a odehrál s ním jen jedno utkání v domácím poháru a jeden v Evropské lize.

### Lídr týmu
Po nevydařeném hostování v US Lecce se vrátil do AS Livorno, kde se stal hlavní postavou mladého týmu. Dokonce se mu podařilo v Evropské lize dát gól proti Partizanu Bělehrad.
Jenže po sezoně 2007/08 kde se nepodařilo udržet AS Livorno v Serii A se stalo to co se už šuškalo mnoho měsíců předtím. Hodně celků o něj mělo zájem, ale on překvapivě zamířil do US Palermo za 6 000 000 eur. Jenže naplnění trenéra a prezidenta nenaplnil a 8. místo v lize bylo spíše neúspěchem.
A tak se po roce opět stěhoval. Za 5 000 000 eur + hráč Rubinho jej koupil CFC Janov. Jenže opět to nebyl úspěch, 9. místo v lize nebylo také v plánech managementu týmu a raději jej po roce pustili na hostování s následnou opci do Milána.

### Milán
Tady dělal spolehlivou brankářskou dvojku za Christianem Abbiatim. Za čtyři roky působení odchytal celkem 41 utkání a inkasoval 56 branek. S klubem získal v sezoně 2010/11 titul v lize a později i italský superpohár.

### Chelsea
8. října odešel zdarma do londýnské Chelsea. Zde ovšem k žádnému zápasu nenastoupil a 1. července 2016 z klubu odešel.

## Přestupy
- z Řím do Livorno za 2 800 000 Euro
- z Livorno do Palermo za 6 000 000 Euro
- z Palermo do Janov za 5 000 000 Euro
- z Janov do Milán za 3 500 000 Euro

## Statistiky
| Sezóna  | Klub          | Liga           | Liga   | Liga       | Národní poháry | Národní poháry | Národní poháry | Kontinentální poháry | Kontinentální poháry | Kontinentální poháry | Celkem | Celkem     |
| Sezóna  | Klub          | Soutěž         | Zápasy | Obdr. góly | Soutěž         | Zápasy         | Obdr. góly     | Soutěž               | Zápasy               | Obdr. góly           | Zápasy | Obdr. góly |
| ------- | ------------- | -------------- | ------ | ---------- | -------------- | -------------- | -------------- | -------------------- | -------------------- | -------------------- | ------ | ---------- |
| 2000/01 | Řím           | Serie A        | 0      | 0          | IP             | 0              | 0              | UEFA                 | 0                    | 0                    | 0      | 0          |
| 2001/02 | Livorno       | Serie C1       | 1      | 0          | IP             | 0              | 0              |                      | 0                    | 0                    | 1      | 0          |
| 2002/03 | Livorno       | Serie B        | 35     | 39         | IP             | 2              | 3              | -                    | 0                    | 0                    | 37     | 42         |
| 2003/04 | Lecce         | Serie A        | 13     | 27         | IP             | 1              | 0              | -                    | 0                    | 0                    | 14     | 27         |
| 2004    | Parma         | Serie A        | 0      | 0          | IP             | 1              | 1              | UEFA                 | 1                    | 3                    | 2      | 4          |
| 2004/05 | Livorno       | Serie A        | 31     | 50         | IP             | 2              | 4              | -                    | 0                    | 0                    | 33     | 54         |
| 2005/06 | Livorno       | Serie A        | 36     | 42         | IP             | 3              | 3              | -                    | 0                    | 0                    | 39     | 45         |
| 2006/07 | Livorno       | Serie A        | 30     | 46         | IP             | 0              | 0              | UEFA                 | 8                    | 9, 1                 | 38     | 55, 1      |
| 2007/08 | Livorno       | Serie A        | 33     | 48         | IP             | 0              | 0              | -                    | 0                    | 0                    | 33     | 48         |
| 2008/09 | Palermo       | Serie A        | 34     | 45         | IP             | 1              | 2              | -                    | 0                    | 0                    | 35     | 47         |
| 2009/10 | Janov         | Serie A        | 30     | 48         | IP             | 0              | 0              | EL                   | 5                    | 8                    | 35     | 56         |
| 2010/11 | Milán         | Serie A        | 4      | 5          | IP             | 1              | 2              | LM                   | 3                    | 5                    | 8      | 12         |
| 2011/12 | Milán         | Serie A        | 9      | 7          | IP+IS          | 4+0            | 6              | LM                   | 1                    | 2                    | 14     | 15         |
| 2012/13 | Milán         | Serie A        | 11     | 17         | IP             | 1              | 2              | LM                   | 1                    | 1                    | 13     | 20         |
| 2013/14 | Milán         | Serie A        | 5      | 8          | IP             | 0              | 0              | LM                   | 1                    | 1                    | 6      | 9          |
| 2014/15 | Rocca Priora  | Promozione     | 1      | 1          | -              | 0              | 0              | -                    | 0                    | 0                    | 1      | 1          |
| 2015    | Perugia       | Serie B        | 1      | 0          | -              | 0              | 0              | -                    | 0                    | 0                    | 1      | 0          |
| 2015    | Lupa Castelli | Lega Pro       | 0      | 0          | -              | 0              | 0              | -                    | 0                    | 0                    | 0      | 0          |
| 2015/16 | Chelsea       | Premier League | 0      | 0          | AP             | 0              | 0              | LM                   | 0                    | 0                    | 0      | 0          |
| 2017    | Vicenza       | Serie B        | 4      | 5          | -              | 0              | 0              | -                    | 0                    | 0                    | 4      | 5          |
| Celkově | Celkově       | Celkově        | 278    | 388        | -              | 16             | 23             | -                    | 20                   | 29, 1                | 314    | 440, 1     |

## Reprezentační kariéra

### Juniorská
Za italskou reprezentaci chytal již v kategoriích U-15, U-16, U-18 a U-21. Za Itálii U21 chytal v 19 zápasech, při nichž inkasoval 16 branek. Má zlato z ME U21 2004 a bronz OH 2004.

### Seniorská
Za reprezentaci odchytal 9 utkání a inkasoval 8 branek. První utkání odchytal ve věku 23 let 16. listopadu 2005 proti Pobřeží slonoviny (1:1), na posledních 19 minut utkání. Trenér Marcello Lippi jej vzal na MS 2006, kde se stal světovým šampiónem. Zúčastnil se také ME 2008 a Konfederačního poháru FIFA 2009. Poslední utkání odchytal 10. června 2009 proti Novém Zélandu (4:3).

## Úspěchy

### Klubové
- 2× vítěz italské ligy (2000/01, 2010/11)
- 1× vítěz italského Superpoháru (2011)

### Reprezentační
- 1× na MS (2006 - zlato)
- 1× na ME (2008)
- 1× na LOH (2004 - bronz)
- 1× na ME U21 (2004 - zlato)
- 1× na Konfederačním poháru FIFA (2009)

### Vyznamenání
Řád zásluh o Italskou republiku (27.9. 2004) z podnětu Prezidenta Itálie 

 Zlatý límec pro sportovní zásluhy (23.10. 2006) 

 Řád zásluh o Italskou republiku (12.12. 2006) z podnětu Prezidenta Itálie 

## Trenérská kariéra
Licenci na trenéra získal v prosinci 2018. Vedl čtyři kluby, většinou ve čtvrté lize. Jediným klubem co vedl celou sezonu byla Lupa Řím se kterým obsadil sestupovou 19. příčku.

### Trenérská statistika
| Sezóna  | Klub     | Liga    | Liga   | Liga  | Liga   | Liga   | Liga               | Národní poháry | Národní poháry | Národní poháry | Národní poháry | Národní poháry | Národní poháry | Kontinentální poháry | Kontinentální poháry | Kontinentální poháry | Kontinentální poháry | Kontinentální poháry | Kontinentální poháry | Celkem | Celkem | Celkem | Celkem |
| Sezóna  | Klub     | Soutěž  | Zápasy | Výhry | Remízy | Prohry | Umístění           | Soutěž         | Zápasy         | Výhry          | Remízy         | Prohry         | Úspěch         | Soutěž               | Zápasy               | Výhry                | Remízy               | Prohry               | Úspěch               | Zápasy | Výhry  | Remízy | Prohry |
| ------- | -------- | ------- | ------ | ----- | ------ | ------ | ------------------ | -------------- | -------------- | -------------- | -------------- | -------------- | -------------- | -------------------- | -------------------- | -------------------- | -------------------- | -------------------- | -------------------- | ------ | ------ | ------ | ------ |
| 2018/19 | Lupa Řím | Serie D | 38     | 7     | 10     | 21     | 19. místo (sestup) | IP             | 0              | 0              | 0              | 0              | -              | -                    | 0                    | 0                    | 0                    | 0                    | -                    | 38     | 7      | 10     | 21     |
| 2019/20 | Vastese  | Serie D | 23     | 10    | 6      | 7      | propuštěn v úno.   | IP             | 0              | 0              | 0              | 0              | -              | -                    | 0                    | 0                    | 0                    | 0                    | -                    | 23     | 10     | 6      | 7      |
| 2021    | Livorno  | Serie C | 11     | 2     | 4      | 5      | propuštěn v čer.   | IP             | 0              | 0              | 0              | 0              | -              | -                    | 0                    | 0                    | 0                    | 0                    | -                    | 11     | 2      | 4      | 5      |
| 2021    | Prato    | Serie D | 14     | 6     | 2      | 6      | propuštěn v pro.   | -              | 0              | 0              | 0              | 0              | -              | -                    | 0                    | 0                    | 0                    | 0                    | -                    | 14     | 6      | 2      | 6      |
| Celkově | Celkově  | Celkově | 86     | 26    | 27     | 39     | -                  | -              | 0              | 0              | 0              | 0              | -              | -                    | 0                    | 0                    | 0                    | 0                    | -                    | 86     | 26     | 27     | 39     |